# Centre spatial des Canaries
Le centre spatial des Canaries ou centre spatial de Maspalomas (en espagnol : Estación Espacial de Maspalomas) est un centre spatial espagnol dédié au suivi de satellites artificiels et localisé à Maspalomas dans la municipalité de San Bartolomé de Tirajana sur l'île de Grande Canarie en Espagne. Il dépend de l'Instituto Nacional de Técnica Aeroespacial.

## Description
Il est équipé d'une antenne permettant de communiquer en bande S (transmission et réception) et en bande X (réception uniquement).